# Star Voyager
Star Voyager, i Japan känt som Cosmo Genesis (コスモジェネシス?), är ett shoot 'em up-spel till NES. Spelet är ett förstapersonsskjutspel som syns från cockpiten inuti en rymdfarkost.

## Handling
Rymdstationen "Noah", belägen i Spiralgalax IX, är under belägring av "Molok Wardrivers". Som pilot ombord på rymdfarkosten RH119 gäller det att slå tillbaka angriparna, och rädda rymdstationen.

### Fotnoter
1. 1 2  ”Star Voyager”. NES DB. 27 februari 1986. Arkiverad från originalet den 28 juni 2014. https://archive.is/20140628170359/http://www.nesdb.se/game_more.php?id=1370&rid=4. Läst 28 juni 2014.